# 마르쿠스 비니시우스 다우메이다
마르쿠스 비니시우스 다우메이다(포르투갈어: Marcus Vinicius D'Almeida, 1998년 1월 30일~)는 브라질의 양궁 선수이다. 2016년과 2020년 하계 올림픽에 브라질 국가대표로 참가했다.